# ストゥンプ
ストゥンプ(Stoemp)は、ベルギーやオランダで食べられるスタンポットに似たブリュッセルの料理である。ピューレまたはマッシュしたジャガイモやその他の根菜から作る。クリーム、ベーコン、タマネギ、エシャロット、ハーブ、スパイス等を加えることもある。
しばしば、使用する食材を含めて料理名とすることがある。例えばニンジンを入れたものは、Wortelstoemp(オランダ語でニンジンはwortel)と呼び、この組み合わせの場合は卵黄も加える。

## 材料と文化
シンプルな田舎料理であるストンプは、広く楽しまれている。
マッシュポテトに、タマネギ、ニンジン、リーキ、ホウレンソウ、グリーンピース、キャベツ等の1種類以上の野菜を加え、タイム、ナツメグ、ベイリーフ等で風味付けする。
伝統的に、揚げたブーダンやブラートヴルスト、グリルしたベーコン、目玉焼き等を添える。アントルコートや馬肉のテンダーロインと合わせることもある。

## 類似の料理
- バブル・アンド・スクイーク（イングランド）
- コルカノン、チャンプ（アイルランド）
- ランブルディサンプス（スコットランド）
- ピッティパンナ（スウェーデン）
- ビクセマル（デンマーク）
- トリンチャト（スペイン、アンドラ）
- Roupa velha（ポルトガル）
- スタンポット（オランダ）
- ハッシュ（アメリカ合衆国）